# Échelle FLACC
 (avril 2023).
L'échelle FLACC ou Face, Legs, Activity, Cry, Consolability scale est une échelle d'évaluation de la douleur chez les enfants âgés de moins de 7 ans. L'échelle est numérotée de 0 à 10, 0 représentant l'absence de douleur. Elle comporte cinq critères, chacun pouvant avoir un score de 0, 1 ou 2.
| Critères      | Score 0                                                        | Score 1 | Score 2                                                        |
| ------------- | -------------------------------------------------------------- | --- | -------------------------------------------------------------- |
| Visage        | Pas d'expression ou de sourire particulier                     | Grimace occasionnelle ou froncement de sourcils, retiré, indifférent                                               | Menton qui tremble fréquemment à constamment, mâchoire serrée. |
| Jambes        | Position normale ou détendue                                   | Inquiet, agité, tendu                                                                                              | Coups de pied ou jambes repliées                               |
| Activité      | Couché tranquillement, position normale, se déplace facilement | Se tortillant, se déplaçant, d'avant en arrière, tendu                                                             | Arqué, rigide ou saccadé                                       |
| Pleurs        | Pas de cri (éveillé ou endormi)                                | Gémit ou pleurniche; plaintes occasionnelles.                                                                      | Pleurs constants, cris ou sanglots, plaintes fréquentes        |
| Consolabilité | Satisfait, détendu                                             | Rassuré par des contacts physiques occasionnels, des étreintes ou des paroles réconfortantes, facilement distrait. | Difficile à consoler ou réconforter                            |

L'échelle FLACC est l'échelle comportementale de référence pour évaluer la douleur chez les enfants de moins de 7 ans. Cependant, elle doit être utilisée avec  prudence chez les enfants qui sont trop calmes ou repliés sur eux-mêmes.
Cette écgelle s'est également avérée discriminante pour une utilisation chez des adultes non communicants (en raison de leur intubation) hospitalisé en unités de soins intensifs (USI). L'échelle FLACC offrait la même évaluation de la douleur que l'Échelle de la liste de contrôle des indicateurs non verbaux de la douleur (CNPI : Checklist of Nonverbal Pain Indicators) qui est utilisée dans les unités de soins intensifs.